# シバルバー

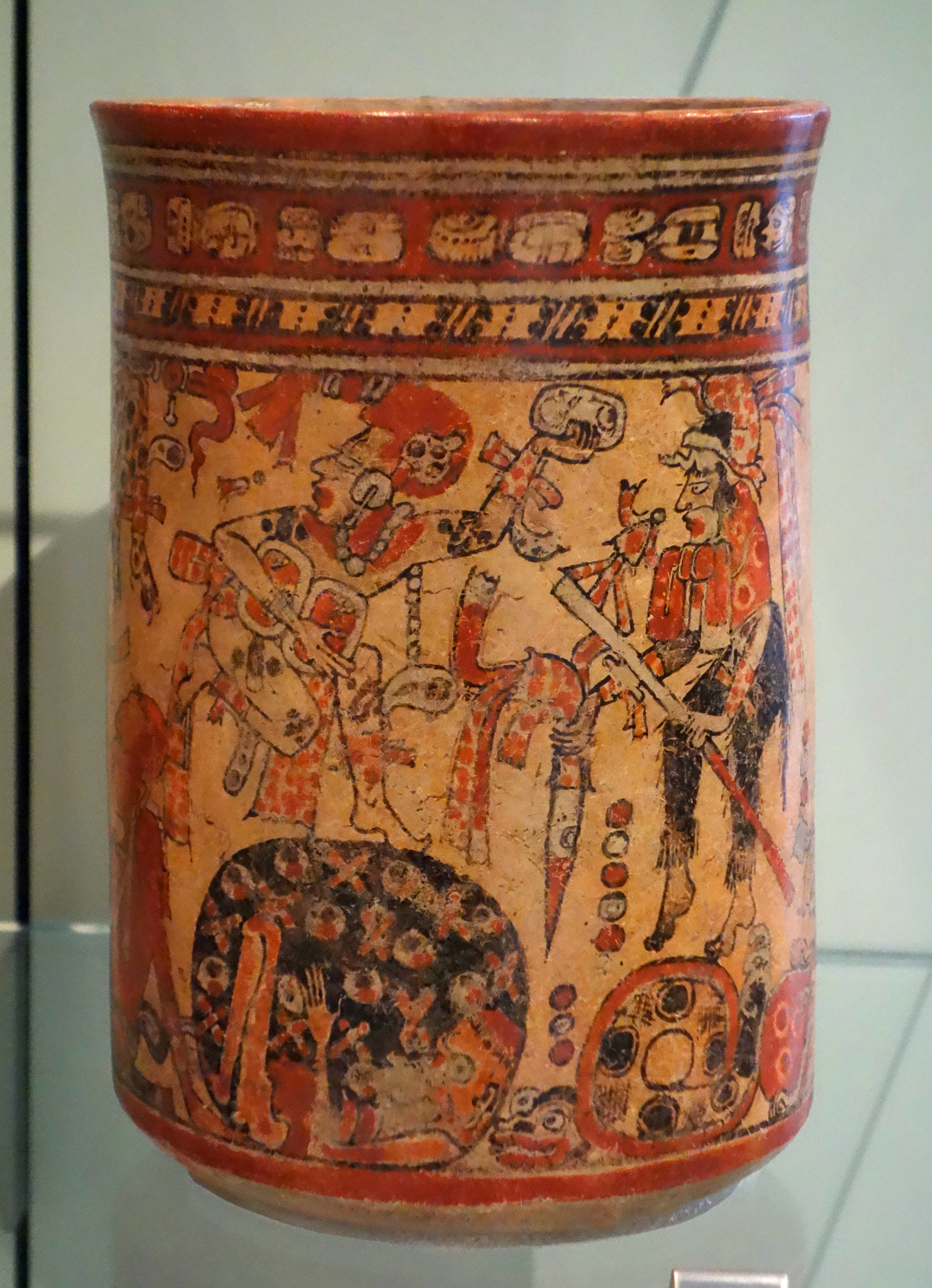
シバルバーの宮廷の神々が描かれた器

シバルバー (Xibalba) とは、おおまかには「恐怖の場所」と訳せる、キチェ族のマヤ神話における冥界の名であり、その地は死の神々とその従者たちによって治められている。16世紀のベラパスでは、シバルバーの入り口はコバン近くの洞窟であると伝統的に思われていた。21世紀初頭現在のコバン近隣で暮らす一部のキチェ族によれば、その地は今もって死と関連づけられているという。また、ベリーズ近くの洞窟系もシバルバーの入り口と言われている。マヤの一部では、天の川がシバルバーへの道と見なされていた。

## 住人
『ポポル・ヴフ』では、シバルバーは地底の宮廷として描かれており、死と、「シバルバーの王」と呼ばれる12の神々ないし強力な支配者たちと関連づけられている。シバルバーを治める死の神々の筆頭はフン・カメーとヴクブ・カメーであり、フン・カメーのほうが年長である。 

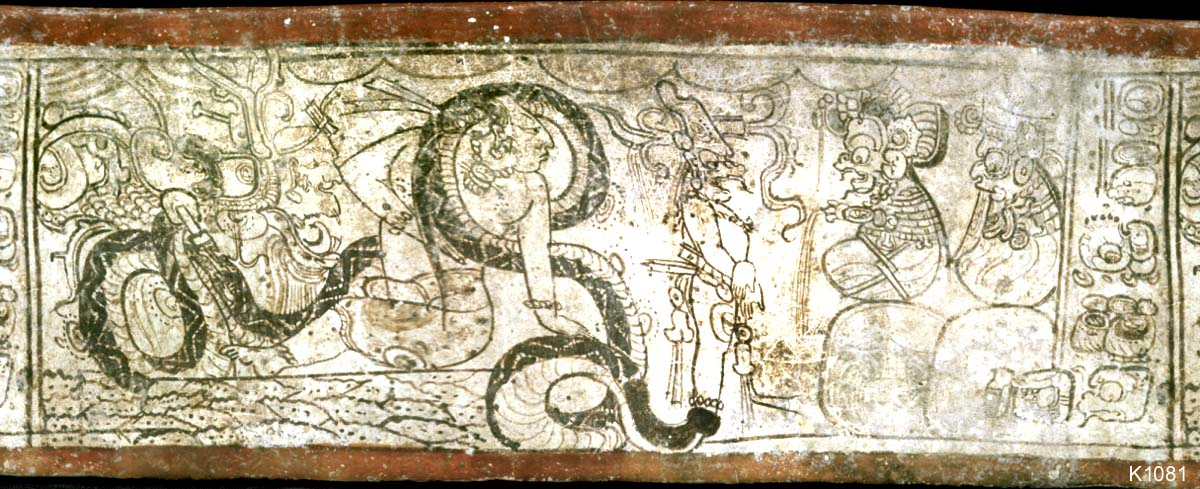
シバルバーの王たちの間で、カウィルの蛇の尾に絡まれるイシュキック

残る10人の王はしばしば悪鬼とされ、病・飢餓・恐怖・貧困・苦痛、そして最後に死といった、さまざまな形の人間の苦しみに関する権能や領分を与えられている。これらの王たちは2人1組で活動する。
- シキリパット（Xiquiripat、飛ぶかさぶた）とクチュマキック（Cuchumaquic、集められた血）は人々の血液を病気にする。
- アハルプー（Ahalpuh、膿の悪鬼）とアハルガナー（Ahalgana、黄疸の悪鬼）は人々の体をむくませる。
- チャミアバック（Chamiabac、骨の杖）とチャミアホロム（Chamiaholom、髑髏の杖）は死体を骸骨に変える。
- アハルメス（Ahalmez、掃く悪鬼）とアハルトコブ（Ahaltocob、刺す悪鬼）は人家の掃除されていない箇所に潜み、人を刺し殺す。
- シック（Xic、翼）とパタン（Patan、荷い紐）は、道を歩いている人を吐血させて死なせる[4][5]。

残るシバルバーの住人は、これらの王のいずれかの支配下にあり、上記の使命を果たすため地表についていくと考えられる。

## 構造
シバルバーは広大な地であり、個別の建物や場所が数多く『ポポル・ヴフ』に描かれ、言及されている。その中の筆頭が王たちの集会所で、5 - 6棟の建物がシバルバー第1の試練や球技に用いられている。また、王たちの屋敷や庭園など、その他の建物についても言及されており、シバルバーが控えめに見ても大都市であることを示している。
シバルバーには、誰であれ来訪者に対する試験や試練、罠がはびこっているようである。シバルバーに向かう道ですら障害に満ちており、サソリだらけの川、血の川、そして膿の川にさえぎられている。川の向こうには辻があり、旅人は4つの道から行き先を選ばねばならないが、この道は口を利いて人を困らせ惑わせようとする。こうした障害を乗り越えてたどり着くシバルバーの集会場は、来客が着座した王たちに謁見する場に見えるだろう。実は王たちの近くに座っているのは挨拶に来た人を惑わしからかうため精巧に作られた人形であり、だまされた人は次に椅子に腰掛けるよう言われるが、その椅子の正体は焼けた石である。シバルバーの王たちは彼らの流儀で人々をからかって楽しんだ後、来訪者を命がけのシバルバー式試練に送り込むのである。
都には、来訪者への試練でいっぱいの危険な館が少なくとも6つ設けられている。第1の「暗闇の館」は中が完全に真っ暗である。第2の「震えの館」ないし「寒冷の館」は、骨まで凍てつく冷気と雹で満ちている。第3の「ジャガーの館」は、飢えたジャガーでいっぱいである。第4の「コウモリの館」には金切り声を上げる危険なコウモリが群れを成し、第5の「剣の館」ではひとりでに動く刀剣が待ち受ける。『ポポル・ヴフ』のまた別の箇所で、第6の試練が火と熱に満ちた「炎熱の館」であることが明かされる。これらの試練の目的は、放り込まれた者が試験の裏をかくことができなかった場合、彼らを殺害するか辱めることにある。

## 没落
シバルバーは、双子の英雄神フンアフプーとイシュバランケーによって没落の時を迎えた。
『ポポル・ヴフ』によれば、かつてシバルバーの住人は地上人からの崇拝を享受し、死の神々へと捧げられた人間の生け贄を受け取っていた。『ポポル・ヴフ』で語られた時代のうちに、住人たちは偽の生け贄を受け取るように欺かれ、ついには地上からはもっとささやかな捧げ物を受け取るように貶められた。人類学者デニス・テドロックは、こうした歴史の説明は初期のマヤの信仰形態に対するキチェ流の悪態なのかもしれない、と推測している。
双子の英雄神の手によって大敗を喫した後のシバルバーとその住人の役割ははっきりとしないが、その後も永く冥府の暗がりとして存在し続けたようである。